# José María Moro Martín-Montalbo
José María Moro Martín-Montalbo (Valladolid, 12 de julio de 1921-Madrid, 13 de marzo de 2009) fue un diplomático español.

## Biografía
Nació en Valladolid el 12 de julio de 1921. Desde muy joven militó en las JONS vallisoletanas. Posteriormente fue miembro del Sindicato Español Universitario (SEU), entidad en la que llegó a desempeñar el cargo de secretario general a nivel nacional.
Licenciado y doctorado en derecho en la Universidad de Madrid, fue miembro de la plantilla del Instituto de Estudios Políticos, donde llegó a ejercer de secretario.
Fue un estrecho colaborador de Fernando María Castiella, quien se lo llevó como agregado cultural a Lima en 1948, al ser nombrado embajador en el Perú. También ejerció de jefe de la Sección de Intercambio Cultural de la Dirección General de Relaciones Culturales. En 1966 fue nombrado director general del Servicio Exterior.
Estuvo destinado como embajador en Libia (1970-1973), Canadá (1973-1975) y Perú (1975-1977).
En 1977 fue nombrado presidente del Centro Iberoamericano de Cooperación. Cesó en 1978.

## Distinciones
- Encomienda de la Orden de Cisneros (1944)[18]
- Encomienda de la Orden Civil de Alfonso X el Sabio (1945)[19]
- Gran Cruz de la Orden del Mérito Civil (1964)[20]
- Encomienda de la Orden de Carlos III (1965)[21]
- Gran Cruz de la Orden El Sol del Perú (1977)[22]